# Knud Arne Petersen

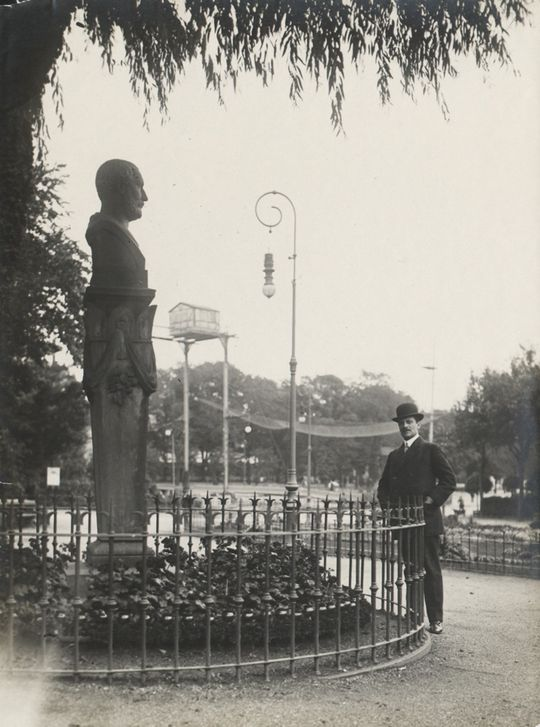
Knud Arne Petersen omkring 1910

Knud Arne Petersen, född 5 augusti 1862 i Köpenhamn, död där 27 juni 1943, var en dansk arkitekt, direktör för nöjesparken Tivoli och aktiv inom Industriforeningen, son till Julius Magnus Petersen, brorson till Vilhelm Petersen.
Petersen studerade på Kunstakademiet 1878–1885. Det arbete Petersen hade utfört på Den Nordiske Industri-, Landbrugs- og Kunstudstilling i Kjøbenhavn 1888 drog industrins uppmärksamhet till honom. Han knöts till Industriforeningen och blev arkitekt för de av denna förening arrangerade utställningarna. Han var direktör för Tivoli 1899–1940, därefter medlem av styrelsen. Han var också medlem av kommissariatet för Baltiska utställningen i Malmö 1914.

## Fotogalleri

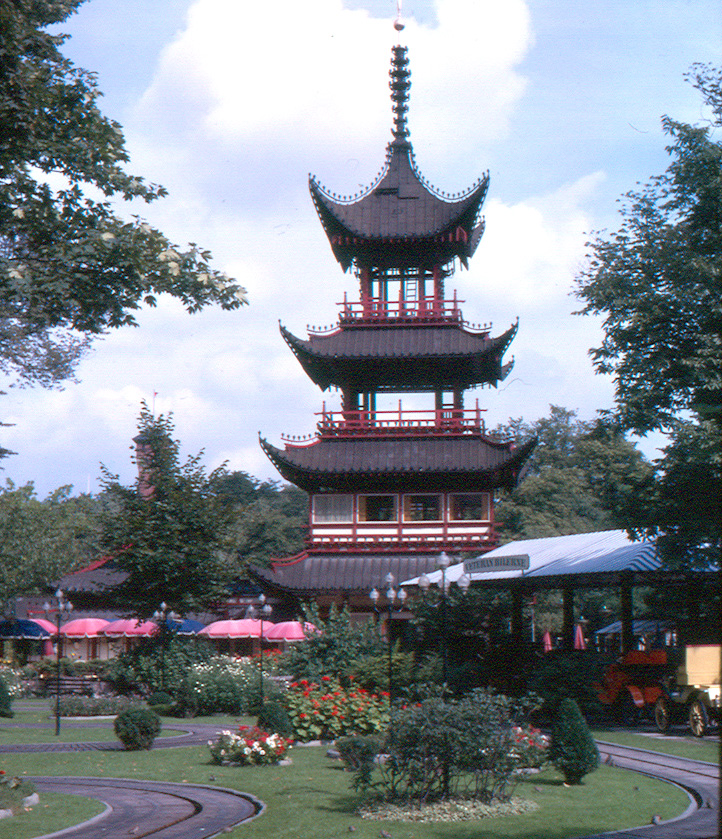
Kinesiska tornet på Tivoli, Köpenhamn, 1900
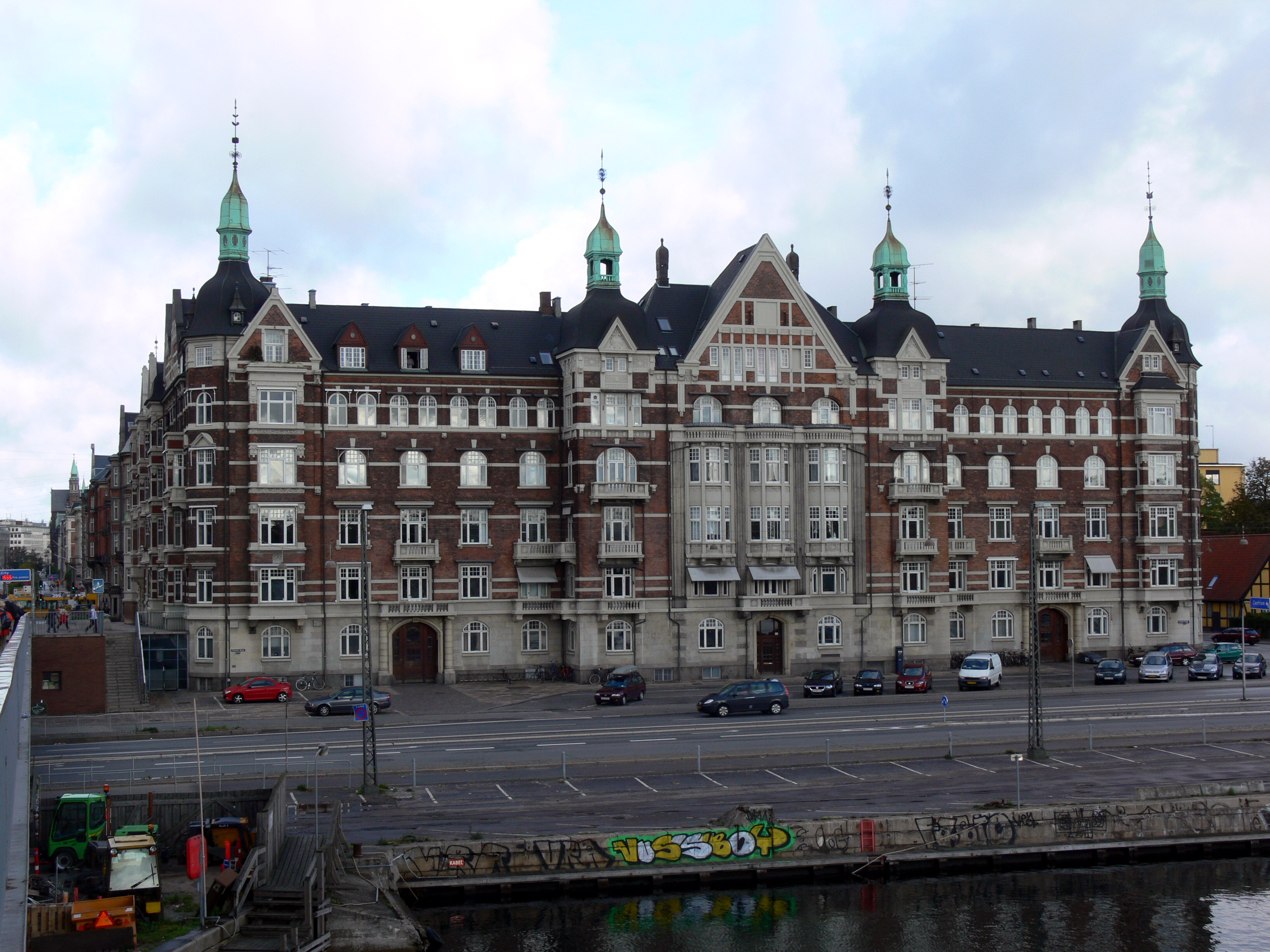
Ny Christiansborg, Köpenhamn, 1906
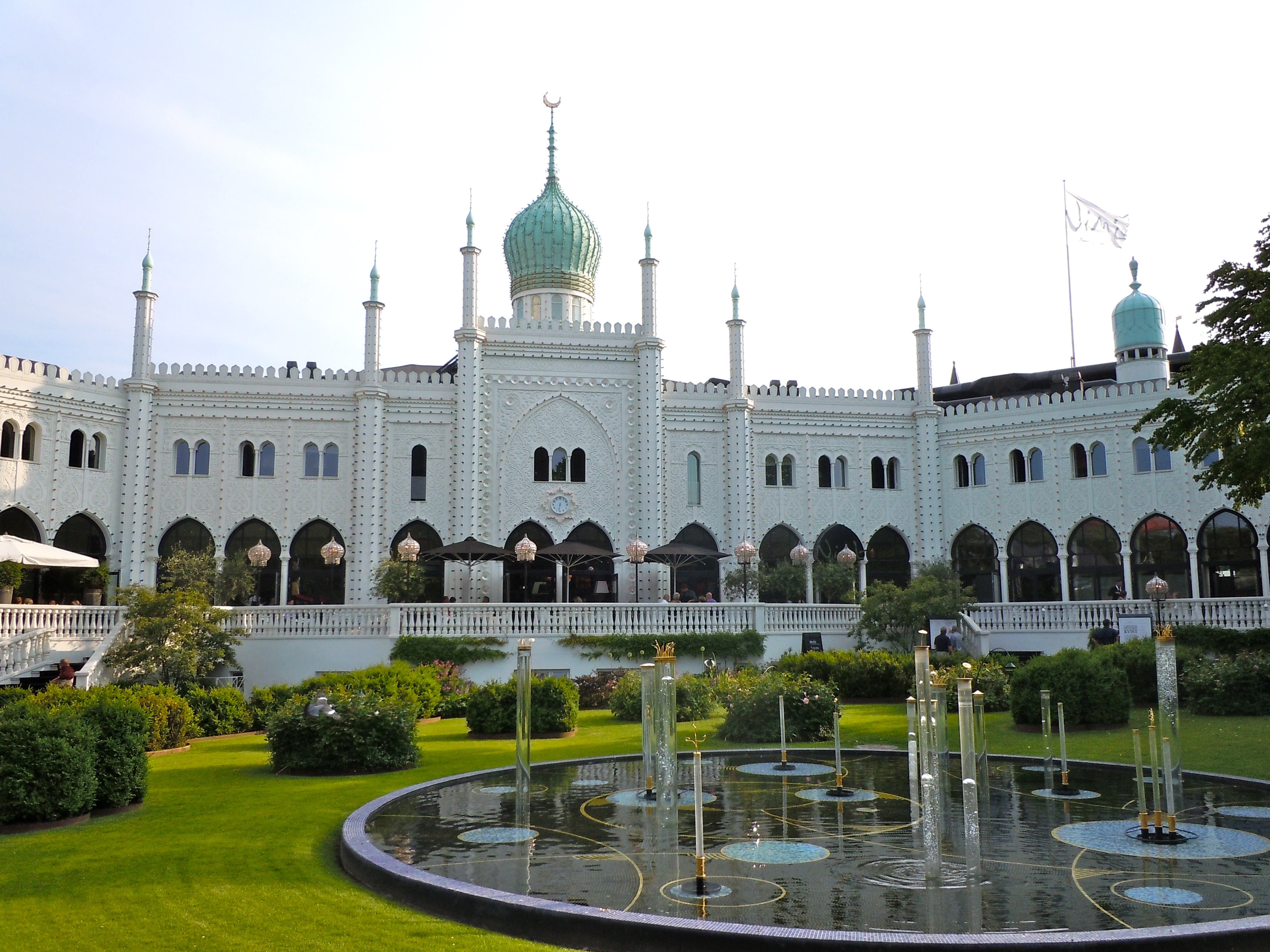
Nimb Hotel på Tivoli, 1909